# Neopallasia
Neopallasia là một chi thực vật có hoa trong họ Cúc (Asteraceae).

## Loài
Chi Neopallasia gồm các loài: